# Краснопятнистая бычья лягушка
Краснопятнистая бычья лягушка (Kaloula baleata) — вид земноводных из семейства Узкороты.
Общая длина достигает 6—6,5 см. Наблюдается половой диморфизм — самки крупнее самцов. Голова широкая. Глаза выпуклые. Глазные дуги подняты. Туловище рыхлое. Кожа бугристая. Задние лапы короткие с сильно развитым внутренним пяточным бугром. На передних лапах имеются присоски, на задних конечностях присутствуют перепонки.
Окраска тёмно-коричневая с кирпично-красными пятнами на плечах и у основания задних конечностей. Бугорки на коже беловатые.
Любит тропические леса, встречается в сельских усадьбах, пригородных районах на высоте до 800—1000 метров над уровнем моря. Способна быстро и ловко закапываться в грунт. Передвигается небольшими скачками. Хорошо лазает по деревьям и кустарникам. Днём прячется под камнями или среди ветвей. Активна ночью. Питается преимущественно термитами. В случае опасности способна сильно надуваться.
Размножение происходит в сезон дождей. Самки откладывают яйца в стоячий водоём. Метаморфоз головастиков длится 2 недели.
Вид распространён в Таиланде, Малайзии, Индонезии, Восточном Тиморе, на Филиппинах.